# الدوري الإسباني الدرجة الثانية 1951–52
دوري الدرجة الثانية الإسباني 1951–52 (بالإسبانية: Segunda División de España 1951-52)‏ هو موسم من دوري الدرجة الثانية الإسباني. فاز فيه ريال أوفييدو.